# Меморијална галерија битке на Дрини 1914.
Меморијална галерија битке на Дрини 1914. је музејска поставка у спомен на одбрану Србије у Првом светском рату и мало заборављену Битку на Дрини, која се налази у Бањи Ковиљачи.
Подстакнути тиме да Битка на Дрини, неоправдано пада у заборав и да јој се не даје прави значај, група ентузијаста и поштоваоца су 2012. године основали Удружење грађана истоименог назива. Идеја је била да се оснује поставка која би подсећала на догађаје са почетка Првог светског рата који су се дешавали у непосредној околини Бање Ковиљаче. Галерија је основана исте 2012. године у згради старе поште, са привременом поставком, на површини од 68m², да би 2014. године поставка била проширена на 110m² и допуњена новим експонатима.
Посетиоци могу да виде разне експонате од делова граната, делова српских и аустроугарских пушака, сабљи, понеки неопаљен метак, чутурице, чауре, гелере, до бајонета нађених на Гучеву и Мачковом камену, као и пушака извађених из реке Дрине.